# Axel Flierl
Axel Hans Wolfgang Flierl (* 2. Oktober 1976 in Nürnberg) ist ein deutscher Organist und Musikwissenschaftler.

## Biographie
Axel Flierl studierte Orgel, Orgelimprovisation und Katholische Kirchenmusik bei Edgar Krapp in München sowie als Stipendiat des Bayerischen Kultusministeriums bei Thierry Escaich an der Cité Internationale des Arts und der Cité Internationale Universitaire in Paris. Darüber hinaus studierte er Musikwissenschaft bei Thomas Seedorf an der Hochschule für Musik Karlsruhe.
2006 wurde er als Hauptorganist und Dirigent an die Päpstliche Basilica minor St. Peter zu Dillingen an der Donau, Konkathedrale und zweite Domkirche des Bistums Augsburg, berufen. Er hat diese Stelle zu einem kirchenmusikalischen Zentrum mit weit über die Grenzen der Region reichender Ausstrahlung gemacht. Dort kuratiert er seit 2007 als Intendant das von ihm gegründete internationale Orgelfestival „Dillinger Basilikakonzerte“ und ließ Gesamtaufführungen der Orgelwerke von Karl Höller und Maurice Duruflé folgen.
2018 wurde Flierl mit einer musikwissenschaftlichen Dissertation über das Orgelwerk von Karl Höller zum Dr. phil. promoviert. Flierl gilt als führender Forscher zu Höller und Interpret vornehmlich seiner Orgelwerke. Zudem hat er seit 2022 eine Gastprofessur am Pontificio Istituto di Musica Sacra in Rom inne.
Mit Vorliebe setzt sich Flierl für die zeitgenössische Musik ein. Er regt immer wieder Kompositionsaufträge an, die von ihm uraufgeführt wurden, darunter Werke von  Christian Elin, Markus Karas und Sebastian Bartmann.
Konzertreisen als Orgelsolist sowie als Dozent bei Meisterkursen führten ihn in 25 Länder auf allen Kontinenten. Er trat überdies als Buchautor und Autor von Fachpublikationen sowie mit Hörfunk- und Fernsehaufnahmen beim BR hervor.

## Tonträger
- Die Sonn hat sich mit ihrem Glanz gewendet…, Sandtner-Orgel[5] – der Basilika St. Peter zu Dillingen an der Donau (IFO). Werke von Bach-Dupré, Bach-Liszt, Bach, Liszt, Höller und Wagner.
- Karl Höller – Vol.7, Geistliche Vokalwerke (Weltersteinspielung), Madrigalchor der Hochschule für Musik und Theater München (Leitung: Tanja Wawra), Isabelle Lambelet (Violine), Heidi Elisabeth Meier (Sopran).  Kuhn-Orgel im Großen Konzertsaal der Hochschule für Musik und Theater München (AMBITUS).
- klangwelten, Dreifaltigkeits- und Marienorgel der Basilika Ottobeuren. Werke von Bach, de Grigny, Reger, Höller und Duruflé (IFO).
- 150 Jahre Benediktinerabtei St. Bonifaz in München, Kuhn-Orgel im Großen Konzertsaal der Hochschule für Musik und Theater München (UK-Productions). Werke von Schnizer.

## Schriften (Auswahl)
- Karl Höller und die choralgebundene Orgelmusik in Deutschland 1929–1949. Verlag Christoph Dohr, Köln 2019.
- Verpflichtendes süddeutsches Erbe am Beginn des 3. Jahrtausends. Interview mit OBM Norbert Bender, Geschäftsführer der Orgelbau Sandtner. In: organ – Journal für die Orgel, 01/2010, Schott-Verlag.
- Ich kannte nichts als die Musik. Symposion anlässlich des 100. Geburtsjahres des Komponisten Karl Höller (1907-1987) im Künstlerhaus Villa Concordia in Bamberg. In: Bayerische Akademie der Schönen Künste (Hg.): Jahrbuch. 21/2007. Wallstein-Verlag, Göttingen 2008, S. 20–27.
- Axel Flierl u. a.: Karl Höller (= Komponisten in Bayern – Dokumente musikalischen Schaffens im 20. Jahrhundert, Bd. 50). Alexander Suder (Hg.) Verlag Hans Schneider, Tutzing 2007.
- Klangmystiker zwischen Reger und Ravel – Anmerkungen und Beobachtungen zu Karl Höller (1907–87) und seiner Ciacona für Orgel op. 54. In: organ – Journal für die Orgel, 01/2004, Schott Verlag.
- „Im guten Sinne modern, aber niemals modisch sein“. Interview mit Edgar Krapp, Professor für Orgel an der Münchner Musikhochschule, über Karl Höller und seine Ciacona für Orgel op. 54 (1949). In: organ – Journal für die Orgel, 01/2004, Schott Verlag.